# Lepthyphantes chita
Lepthyphantes chita là một loài nhện trong họ Linyphiidae.
Loài này thuộc chi Lepthyphantes. Lepthyphantes chita được miêu tả năm 1990 bởi Scharff.